# Lissonotus cruciatus
Lissonotus cruciatus es una especie de escarabajo longicornio del género Lissonotus, superfamilia Chrysomeloidea. Fue descrita científicamente por Dupont en 1836.
Se distribuye por Guayana Francesa. Mide 6-6,75 milímetros de longitud.